# Émile Henry
Émile Henry (Barcellona, 26 settembre 1872 – Parigi, 21 maggio 1894) è stato un anarchico francese, autore di due atti dinamitardi.

## Biografia
Auguste Vaillant, nel dicembre del 1893, fece esplodere una bomba contro la Camera dei deputati francese. L'attentato non fece alcuna vittima, ma sparse il terrore perché era ormai evidente che gli anarchici potevano colpire al cuore il potere, e infatti l'anno successivo l'anarchico italiano Sante Caserio riuscì ad uccidere il Presidente della Repubblica Marie François Sadi Carnot.
Vaillant venne condannato a morte e, per vendicarlo, il 12 febbraio 1894 Henry gettò una bomba al Cafè Terminus, alla Gare St. Lazare, causando un morto e venti feriti. Tentò di fuggire ma venne catturato dalla polizia, dopo aver ferito quattro inseguitori. Henry era già responsabile di una bomba a una stazione di polizia di Parigi, in rue de Bons-Enfants.
Fu condannato a morte e ghigliottinato il 21 maggio 1894 all'età di 21 anni.
Di fronte alla giuria che lo condannò alla ghigliottina dichiarò: «Nella guerra da noi dichiarata alla borghesia non chiediamo pietà. Diamo la morte e sappiamo subirla. Per questo attendo con indifferenza il vostro verdetto. So che la mia testa non sarà l'ultima che taglierete. Aggiungerete altri morti alla lista sanguinosa dei nostri morti. Impiccati a Chicago, decapitati in Germania, garrotati a Xerès, fucilati a Barcellona, ghigliottinati a Montbrison e a Parigi, i nostri morti sono numerosi; ma voi non siete riusciti a distruggere l'anarchia. Le sue radici sono profonde. Essa è nata nel seno di una società putrefatta e vicina alla sua fine; essa è una violenta reazione all'ordine stabilito; essa rappresenta le aspirazioni di uguaglianza e libertà che distruggono l'attuale autoritarismo. Essa è dovunque. Questo la rende indomabile, per questo finirà coll'uccidervi».